# Ropica albovariegata
Ropica albovariegata là một loài bọ cánh cứng trong họ Cerambycidae.